# Fritz Schenk (Politiker)
Fritz Schenk (* 9. April 1900 in Polompen, Kreis Tilsit; † nach 1957) war ein deutscher Politiker und Funktionär der DDR-Blockpartei Demokratische Bauernpartei Deutschlands (DBD).
Nach dem Besuch der Volksschule wurde er in der Landwirtschaft tätig und trat dem Landarbeiterverband bei. Von  1920 bis 1937 arbeitete er als Bergmann und Hüttenarbeiter. Er nahm am Zweiten Weltkrieg teil, wurde nach Kriegsende Mitglied der DBD und lebte in Groß Schmölen. Von 1954 bis 1958 war er als (Früh-)Rentner Mitglied der DBD-Fraktion der Volkskammer der DDR.